# Waardkanaal
Het Waardkanaal is een kanaal in de Wieringermeerpolder in de Nederlandse provincie Noord-Holland. Het kanaal begint in het Kolhornerdiep en eindigt in het Amstelmeer. Het Waardkanaal is tien km lang en loopt door Nieuwesluis.